# 文艺复兴时期哲学
观念史学者使用文艺复兴哲学这一名称来指代大约在1355年至1650年间在欧洲盛行的时代思想。因此，它与中世纪晚期的哲学有所重叠，后者在十四世纪和十五世纪受到著名人物的影响，如大阿尔伯特，托马斯·阿奎那，奥卡姆的威廉和帕多瓦的马西利乌斯，以及早期的现代哲学，这些哲学通常以勒内·笛卡尔开始——他于1637年出版了《谈谈方法》。哲学家们通常将这个时期划分得不是很精细，从中世纪到现代早期的哲学，并假设在笛卡尔之前的几个世纪里没有发生根本性的转变。然而，除了思想之外，智力历史学家还会考虑诸如来源如方法、受众、语言和文学体裁等因素。本文回顾了文艺复兴时期哲学的背景和内容的变化及其与过去的显着连续性。

## 关联性
文艺复兴时期的哲学结构，来源，方法和主题与前几个世纪的哲学有很多共同之处。

### 文艺复兴时期哲学的结构
显而易见的，自十二世纪和十三世纪大部分亚里士多德的著作的复兴以来，除了亚里士多德关于逻辑学的著作之外，还有其他许多与自然哲学有关的道德，道德哲学和形而上学。这些领域为新兴大学的哲学课程提供了结构。一般的假设是哲学中最为“科学”的分支是那些更具理论性、因而更广泛适用的分支。在文艺复兴时期，许多思想家认为这些是主要的哲学领域，逻辑提供了一种心灵训练来接近其他三者。

## 文艺复兴时期的哲学家
- 萨卢塔蒂（1331－1406）
- 格弥斯托士·卜列东（1355－1452）
- 李奧納度·布倫尼（1370－1444）
- 库萨的尼各老（1401－1464）
- 洛伦佐·瓦拉（1407－1457）
- 莱昂·巴蒂斯塔·阿尔伯蒂（1404－1472）
- 马尔西利奥·费奇诺（1433－1499）
- 乔瓦尼·皮科·德拉·米兰多拉（1463－1494）
- 彼得罗·蓬波纳齐（1462－1524）
- 马基雅维利（1469－1527）
- 尼古拉·哥白尼（1473－1543）
- 托马斯·莫尔（1478－1535）
- 德西德里乌斯·伊拉斯谟（1466－1536）
- 弗朗切斯科·圭恰迪尼（1483－1540）
- Charles de Bovelles（英语：Charles de Bovelles）（1479－1553）
- 马丁·路德（1483－1546）
- 波纳蒂特·特勒肖（1509－1588）
- 让·博丹（1529－1596）
- 第谷·布拉赫（1546－1601）
- 焦尔达诺·布鲁诺（1548－1600）
- 米歇尔·德·蒙田（1533－1592）
- Giulio Cesare Vanini（英语：Giulio Cesare Vanini）（1585－1619）
- 弗朗西斯·培根（1561－1626）
- 伽利略·伽利莱（1564－1642）
- 托马索·康帕内拉（1568－1639）
- 约翰内斯·开普勒（1571－1630）
- Abner of Burgos（英语：Abner of Burgos）（1270－1347）